# The Ghost Breaker
The Ghost Breaker er en amerikansk stumfilm fra 1914 af Cecil B. DeMille og Oscar C. Apfel.

## Medvirkende
- H.B. Warner som Warren Jarvis.
- Rita Stanwood som Maria Theresa.
- Theodore Roberts.
- Betty Johnson som Carmen.
- Jode Mullally som Don Luis.